# Francosko kraljestvo
Francosko kraljestvo ali Kraljevina Francija (latinsko Gallia regnum; angleško Kingdom of France; francosko Royaume de France; nemško Königreich Frankreich) je bilo v srednjem in novem veku absolutistična monarhija. Nastalo je leta 987 na področju Zahodnega Frankovskega cesarstva, prvi kralj je bil Hugo Kapet – začetnik Kapetingov. 
Francosko kraljestvo je trajalo do leta 1791, ko je postalo ustavna monarhija in naslednjega leta republika. Od 1815 do 1848 je bila Francija spet kraljestvo; pod pojmom Francosko kraljestvo navadno mislimo neomejeno kraljevino od leta 987 do 1791.

## Zgodovina

### Ozadje
Leta 481 je Klodvik I. zedinil nekaj frankovskih plemen in na ozemlju današnje Francije ustanovil Frankovsko državo. Najveći vladar te države je bil Karel Veliki, ki je umrl leta 814; njegovi nasledniki pa niso uspeli obvladati tako velike države, pridružili so se še napadi Vikingov. Leta 843 je bila sklenjena Verdunska pogodba in Frankovska razdeljena na tri dele; eden od teh delov je bila Zahodna Frankovska.
Prebivalci Zahodne Frankije so se še naprej imenovali Franki, čeprav se je večina kmalu pomešala z domačim prebivalstvom; tako je nastalo novo ljudstvo: Francozi. 
987 se je končala oblast kraljev Zahodne Frankije, ter je nastalo Francosko kraljestvo. Za prvega kralja je izvoljen 987 Hugo Kapet – začetnik Kapetingov (oziroma Kapetinci-Kapetincev). Kraljevina je trajala prek 900 let.

### Visoki srednji vek (1000 –  1250)
Huga so nasledili njegovi potomci iz dinastije Kapet, vendar niso imeli velike oblasti. Visoki plemiči so zavzemali veliko posestev in tudi oblasti. 
V 11. stoletju je vojvoda od Normandije Viljem Osvajalec zasedel Anglijo ter je postal angleški kralj. Kot Vojvoda Normandijski je imel še naprej posestva na Francoskem. 
Henrik II., tedanji kralj Anglije, je nasledil vojvodstvo Normandijo in grofije Anžuvincev, ter se 1152 oženil z Eleonoru Akvitansko, ki je imala številna posestva na jugu Francije. Postal je najmočnejši posestnik v Franciji, kar je pripeljalo do spora s francoskim kraljem Ludvikom. Le-ta je porazil upor, ki ga je 1173-1174 vodila Eleonora in trije od njenih štirih sinov, ter vrgel Eleonoro v ječo, britanske grofe napravil za svoje vazale ter zavladal zahodnemu delu Francije kot do tedanji najmočnejši vladar na francoskem prestolu. Prepir med nasledniki zaradi uprave nad ozemlji je prišel prav Filipu II., da je obnovil vpliv nad temi področji, saj je Ivan Brez dežele v bojih s Francozi izgubil večino področij. Po francoski zmagi v Bitki pri Bouvinesu 1214 je angleški vladar zadržal oblast le nad jugozahodno grofijo Guyenne. 

## Slikovna zbirka
- Frankovska kraljestva 511
- Kraljestvo Frankov 481 – 814
- Širjenje Frankov 481-870
- Karolinško kraljestvo po Verdunski pogodbi (843)
- Francija 987
- Francija 1030
- Francija 1180
- Francija 1477
- Francija 1643 – 1715
- Francija 1552 – 1798
- Zgodovinski razvoj 83 francoskih departmajev (dežel) 1790
- Francija 1800
- 86 francoskih dežel 1848
- Ozemeljsko oblikovanje Francije 985-1947.